# Chersotis stojanovi
Chersotis stojanovi là một loài bướm đêm trong họ Noctuidae.